# Manyara-See
Der Manyara-See (englisch Lake Manyara, auch Lawa ja Mweri) ist ein natronhaltiger Süßwasser-See im Norden von Tansania, der etwa 120 Kilometer westlich von Arusha liegt. Der Name kommt aus einem Wort in der Massai-Sprache, emanyara, und bedeutet übersetzt Wolfsmilch.

## Beschreibung
Der See ist ungefähr 230 km² groß und flach. In der Regenzeit ist der See deutlich größer. Rund um den Manyara-See leben zahlreiche Tierarten. Häufig anzutreffen sind Elefanten, Flusspferde, Giraffen, Paviane und Büffel.
Der See ist von verschiedenen Landschaften umgeben, der Savanne im Osten, trockenem Wald im Südwesten und tropischem Wald im Nordwesten.
Nahe dem See wachsen viele Baumarten wie Feigenbaum oder Swietenia.

## Schutzstatus
Der Manyara-See liegt im östlichen Teil des Lake Manyara Nationalparks, der See nimmt 220 km² der Fläche des Nationalparkes ein und wird auch von der Verwaltung des Nationalparkes geschützt. Seit 1981 ist der See als UNESCO-Biosphärenreservat ausgewiesen.
Es werden Führungen durchgeführt, bei denen man über 300 Vogelarten beobachten kann.